# آلبا لوپز
آلبا لوپز (انگلیسی: Alba López؛ زادهٔ ۲۶ نوامبر ۱۹۹۱) بازیکن فوتبال اهل آندورا است.
وی همچنین در تیم ملی فوتبال Andorra بازی کرده‌است.